# Mount Sonder
Mount Sonder är ett berg i Australien. Det ligger i regionen MacDonnell och territoriet Northern Territory, omkring 1 200 kilometer söder om territoriets huvudstad Darwin. Toppen på Mount Sonder är 1 380 meter över havet, eller 603 meter över den omgivande terrängen. Bredden vid basen är 8,4 km.
Mount Sonder är den högsta punkten i trakten. Trakten runt Mount Sonder är nära nog obefolkad, med mindre än två invånare per kvadratkilometer..
Omgivningarna runt Mount Sonder är i huvudsak ett öppet busklandskap. Genomsnittlig årsnederbörd är 350 millimeter. Den regnigaste månaden är februari, med i genomsnitt 81 mm nederbörd, och den torraste är augusti, med 1 mm nederbörd.